# Катаріна Сунесдоттір
Катаріна Сунесдоттір (швед. Karin Sunadotter or Katarina Sunesdotter), (бл. 1215—1252) — королевою Швеції з 1244 по 1250 як дружина короля Швеції Еріка XI. У пізні року настоятелька абатства Ґудхем у Фальбюґдені.

## Спадкоємиця династії Сверкерів
Катаріна була старшою дочкою Гелени Сверкерсдоттір і Суне Фолькессона. У Катаріни не було братів, а була сестра Бенґта Сунесдоттер з Б'єльбу. Бабусею та дідом Катаріни по материнській лінії були король Сверкер II і королева Бенедикта. Походила з династій Б'єльбу і Сверкерів, вона була членкинею одного з геатських кланів. Батько Катаріни, Суне Фолькессон, був лордом Імсеборґа, закономовцем Вестерйотланда, і в деякій літературі його називають ярлом Швеції.

## Королева Швеції
Ерік XI (1215—1250) з династії Еріків став королем у 1222 році і був вигнаний співкоролем Швеції Кнутом II у 1229—1234 роках. Ерік повернувся до Швеції після смерті Кнута в 1234 році і був королем до власної смерті в 1250 році. Молодий Ерік, згідно з напівлегендарним матеріалом, був фізично кульгавим і говорив із заїканням («läspe och halte»), і, як повідомляється, він був доброзичливим. Ерік і Катаріна одружилися, щоб посилити претензії Еріка на престол, оскільки Катаріна була королівської крові по лінії матері. Шлюб відбувся в 1243 або 1244 роках у Фірісенгені поблизу Уппсали. За одруження Катаріна отримала величезний посаг: деякі легенди романтично говорять про «половину королівства».
Оскільки після смерті Еріка вона відразу ж присвятила себе релігійному життю, а не сім'ї, то висновок, як правило, був такий, що в них не було дітей, які вижили. Його молодший зведений брат Вальдемар I Бірґерссон був обраний наступним королем Швеції.

## Вдова-королева й абатиса
Після смерті свого чоловіка королева перебралася до абатства Ґудхем. Оскільки скандинавське звичаєве право диктувало, що жодна кланова власність не може бути належною членам релігійного ордену, вона передала деякі землі, включаючи посаг королеви, деяким родичам, а інші передала в дар церковним установам. Наприклад, її сестра Бенґта отримала в подарунок від неї місто Седерчепінг. Незабаром вдова-королева стала настоятелькою абатства Ґудхем і служила на цій посаді до своєї смерті в 1252 році.

## Подальше читання
- Lars O. Lagerqvist (1982). "Sverige och dess regenter under 1.000 år",("Sweden and its rulers during 1000 years") (Swedish) . Albert Bonniers Förlag AB. ISBN 91-0-075007-7.